# 黒澤優介
黒澤 優介（くろさわ ゆうすけ、1997年5月2日 - ）は、日本の俳優、プロデューサー。たむらプロ所属。神奈川県横浜市金沢区出身。法政大学文学部卒業。出身劇団は早稲田大学の演劇集団「てあとろ50’」。

## 略歴
- 1997年5月2日、神奈川県横浜市生まれ[1]。生後8ヵ月に心室中隔欠損症で手術[3]。14歳で腰椎椎間板ヘルニアとなり緊急手術を受けるも、下肢に神経麻痺の後遺症が残り1年間のリハビリを受ける。この時支えてくれた人たちを楽しませるため、俳優を志す[3]。
- 2016年、法政大学進学後、新人訓練を経て早稲田大学演劇集団「てあとろ５０’」に本入団。
- 2017年11月、自身が主宰を務める「できない刑事」を上演[6]。プロモーションには作家の中沢けい、角田光代、演劇集団キャラメルボックスの俳優・西川浩幸と大森美紀子、劇団ラッパ屋の熊川隆一が協力し、[7][8]朝日新聞（2017年11月8日付朝刊）に掲載される[9]。
- 2018年4月、てあとろ50’45周年記念本公演で映像初監督を務め、読売新聞（2018年4月17日付夕刊）などに取り上げられる。
- 2018年7月、TBS金曜ドラマ「チア☆ダン」で初の民放連続ドラマレギュラー出演[10]。
- 2018年11月、映画「色の街」（監督・脚本：森平周）を企画・プロデュースし、自身が主演を務める。小手伸也、矢崎希菜らが出演[11]し、重松清が推薦[12]。
- 2019年5月、たむらプロへの移籍を発表[2]。
- 2020年9月、TBSラジオ「たまむすび」生放送にて、大手広告代理店で働きながら、俳優・脚本家として活動していることを初告白する[13]。
- 2023年1月、BS松竹東急土曜ドラマ「かりあげクン」にて、民放連続ドラマを初プロデュース[14]。

## 人物
- 特技は脚本執筆、作詞作曲[3]。
- 小中時代に剣道、中高時代にバドミントン、中学時代に生徒会活動、高校で応援団とバンド活動を経験している[3]。
- 敬愛する人物は、サザンオールスターズの桑田佳祐[10]。
- 学生時代にTBSテレビドラマ制作部でアルバイトをしており、当時働いていたADと現場で再会したことをTBSラジオ「たまむすび」で告白した[15]。

## 出演

### 映画
- どんぴしゃ！（2017年11月、日活撮影所・城西国際大学共同制作）-主演・小宗翔役[16]

- ナミダいろ（2018年4月）-笹宮圭吾役[16]
- 兄友（2018年5月、ティー・ジョイ）‐ユウ役
- 五反田のアンガジュマン（2019年）-山村優樹役
- 色の街（2019年6月23日公開）-主演・相田雅役[10][12]

### テレビドラマ
- 木曜劇場「隣の家族は青く見える」第2話（フジテレビ、2018年1月25日）‐ネットカフェ店員役[16]
- KISSしたい睫毛　第1話（フジテレビ、2018年3月6日）‐手島幸一役[16]
- 月曜名作劇場「はぐれ署長の殺人急行4」（TBS、2018年7月9日）[17]
- 金曜ドラマ「チア☆ダン」（TBS、2018年7月13日‐ 9月14日）‐吉田泰朋役（レギュラー）[16][18]
- 彼氏をローンで買いました　第1話（フジテレビ、2018年8月10日）-手島幸一役
- 2020応援ソング短編映画「七転び八起きのピースサイン」（NHK、2019年4月26日-）-教頭役[19]
- 特捜9 season3  第9話 (テレビ朝日、2020年7月15日)  -桜田尚也役[20]
- 金曜ドラマ「キワドい2人‐K2‐　池袋署刑事課神崎・黒木」第3話（TBS、2020年9月25日）‐春川晴彦役[17][21]
- 相棒season20 第19話「冠城亘最後の事件―仇敵」・第20話（最終回）「冠城亘最後の事件―特命係との別離」（テレビ朝日、2022年3月16日・23日）-林秀善役
- 漆をめぐる物語（テレビ岩手・日本テレビ系、2022年3月20日）- 西役[22]
- かりあげクン (BS松竹東急、2023年2月25日) -筒井順平役[23]
- ブラックファミリア〜新堂家の復讐〜 第4話（読売テレビ・日本テレビ系、2023年10月26日）-ゲスト出演[24]

### 配信ドラマ
- 「東京彼女」2023年12月号（YouTube、2023年12月）-加納役[25]

### MV
- 足立佳奈「ウタコク」（2019年2月1日-）[26]
- Mom「フリークストーキョー」(2020年4月28日-) -主演[26]

### ラジオ
- しあわせだラジオ（エフエム茶笛、2017年9月23日）-ゲスト出演[16]
- たまむすび（TBSラジオ）
  - 金曜たまむすび（2020年9月25日）-ゲスト出演[27]
  - 金曜たまむすび（2021年9月17日）-ゲスト出演[15]

- ますだおかだ岡田圭右とアンタッチャブル柴田英嗣のおかしば（文化放送、2022年12月24日）[28]
- K-style radio（エフエム京都、2023年1月7日・14日）[29]
- DIG GIG TOKYO！（TOKYO FM、2024年6月8日）-ゲスト出演[30]

### 舞台

#### てあとろ50’作品
- インパクト[31]（2016年9月）-澤村謙作役
- 君なしでは生きていけない（2016年11月）-たかし役
- 欠けた心は強さの調べ[32]（2017年3月）-京介役
- あれは、昨日の曇り空[33]（2017年5月）-小岩井太志役
- できない刑事（2017年11月）-久保順役・主宰・原案[6]
- 45周年記念本公演「少年は、胸が高鳴って死ぬ」（2018年5月）‐太郎役[26]
- 嵐になるまで待って(脚本:成井豊/演出:野花紅葉) (2018年12月) -滝島役

#### その他
- 劇団森「志士たち最後の青春」[34]（2017年6月）-沢村惣之丞役
- たやのりょう一座「いつも心に太陽を」（脚本：つかこうへい/演出：こぐれ修（劇団☆新感線））（2018年4月）-浪の花役[16]
- AOI Pro.コント公演「混頓 vol.4」（2024年8月）[35]

### CM
- 保険のビュッフェ「親切ってなんだろう篇」（2017年）-メイン役[16]
- NTTドコモ　ｄカードGOLD「温泉旅行篇」（2018年‐2020年）‐メイン・ダテ役[16]
- サントリー BOSS 「忠臣蔵篇」(2018年) -寺坂吉右衛門役[26]
- 魔剣伝説「退社の時間篇」(2020年4月17日-) -伊藤英明×黒澤優介[26]
- mentos「あるじゃん、夢中！」スペシャルムービー (2021年4月-)

### 広告
- 法政大学「文学部案内」（2018年-2020年）-イメージモデル[26]

### 配信
- ハレスタオープニング記念イベント DAY1〜池袋の新スタジオに池メン晴れオトコ大集合！！〜 (ニコニコ生放送、2019年11月2日)

## 脚本・監督・プロデュース作品

### テレビドラマ
- 土曜ドラマ「かりあげクン」（BS松竹東急、2023年1月7日-3月25日）-プロデューサー[36]
- 開局60周年記念「テレ東CM」（テレビ東京、2024年4月）-プロデューサー[37]

### 映画
- 色の街（2019年6月23日公開）-製作・企画・プロデューサー[38]

### 配信ドラマ
- 「東京彼女」2023年12月号・2024年1月号（YouTube、2023年12月-）-プロデューサー[25][39]

### 舞台
- できない刑事（早稲田小劇場どらま館、2017年11月）‐主宰・原案[8]
- 君の膵臓をたべたい (ニッショーホール、2022年12月10日・11日)  -プロデューサー[40]
- 朗読劇「したいとか、したくないとかの話じゃない」(俳優座劇場、2023年4月20日-4月23日) -プロデューサー[41]
- AOI Pro.コント公演「混頓」シリーズ（TOKYO FM、2023年10月-）-プロデューサー[42]
- 461個の弁当は、親父と息子の男の約束。（博品館劇場、2024年3月）-プロデューサー[43]

### ラジオ
- JFN38局ネット「大久保佳代子 KOSÉ HEALING BLUE」(TOKYO FM、2020年7月5日-9月27日) -企画協力[17]

- クレヨンしんちゃん on J-WAVE 81.3FM（J-WAVE、2020年9月14日‐9月17日）‐企画[44]
  - 「J-WAVE TOKYO MORNING RADIO」（2020年9月14日）
  - 「STEP ONE」（2020年9月14日‐9月17日）
  - 「GROOVE LINE」（2020年9月14日）